# 앤디 래닝

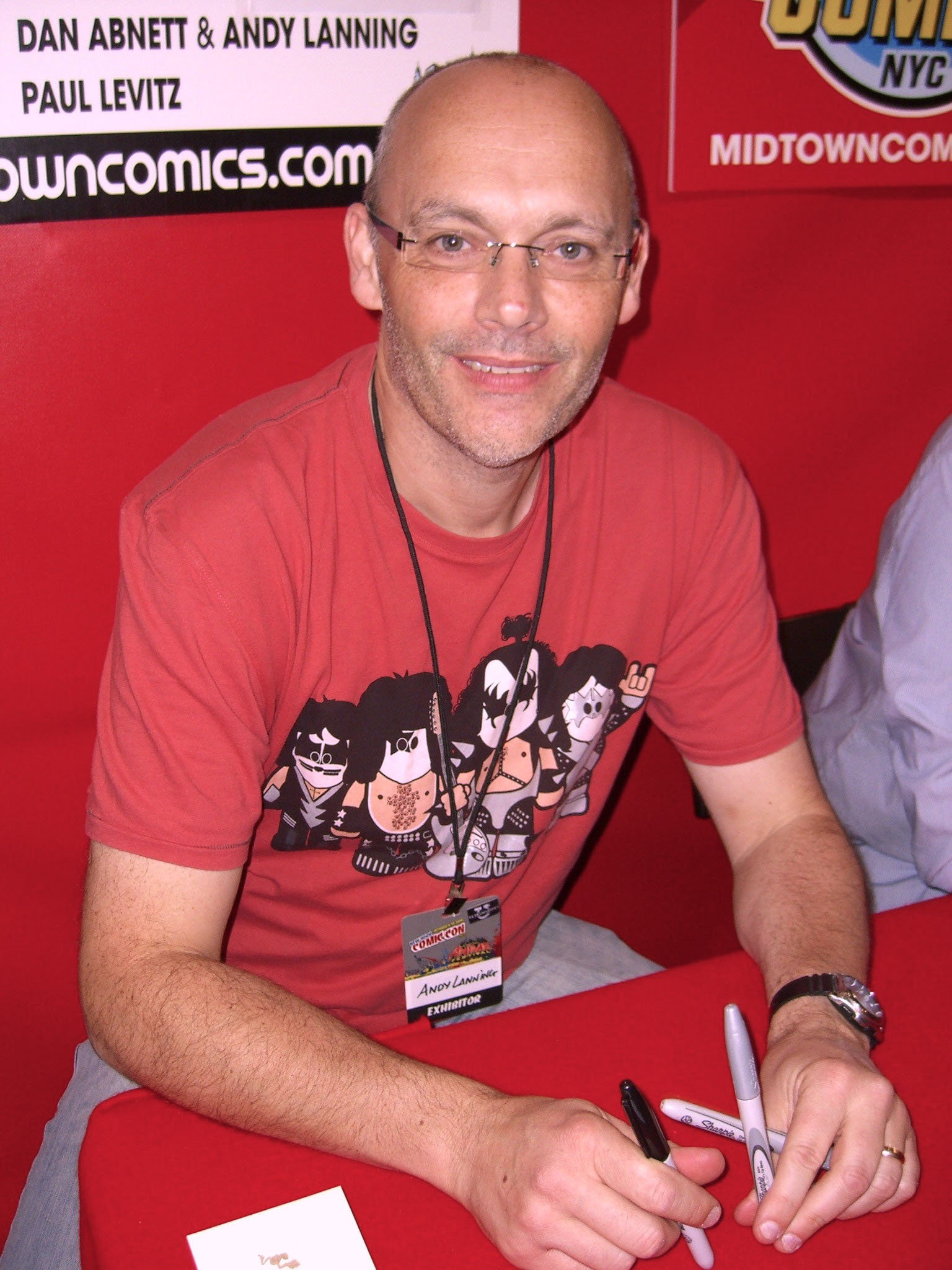
앤디 래닝

앤디 래닝(Andy Lanning)은 영국의 만화가이다.